# Marco Cabo
Marco Cabo (Utrecht, 27 maart 1948) is een Nederlands voormalig voetballer die bij voorkeur als middenvelder speelde. Tussen 1970 en 1980 kwam hij uit voor FC Utrecht.

## Statistieken
| Seizoen | Club          | Land      | Competitie     | Wed. | Goals |
| ------- | ------------- | --------- | -------------- | ---- | ----- |
| 1966/67 | Velox         | Nederland | Eerste divisie | –    | –     |
| 1967/68 | Velox         | Nederland | Eerste divisie | –    | –     |
| 1968/69 | Velox         | Nederland | Tweede divisie | –    | 13    |
| 1969/70 | Velox         | Nederland | Tweede divisie | –    | 6     |
| 1970/71 | FC Utrecht    | Nederland | Eredivisie     | 7    | 0     |
| 1971/72 | FC Utrecht    | Nederland | Eredivisie     | 33   | 5     |
| 1972/73 | FC Utrecht    | Nederland | Eredivisie     | 32   | 4     |
| 1973/74 | FC Utrecht    | Nederland | Eredivisie     | 31   | 1     |
| 1974/75 | FC Utrecht    | Nederland | Eredivisie     | 32   | 4     |
| 1975/76 | FC Utrecht    | Nederland | Eredivisie     | 25   | 0     |
| 1976/77 | FC Utrecht    | Nederland | Eredivisie     | 34   | 2     |
| 1977/78 | FC Utrecht    | Nederland | Eredivisie     | 26   | 1     |
| 1978/79 | FC Utrecht    | Nederland | Eredivisie     | 25   | 6     |
| 1979/80 | FC Utrecht    | Nederland | Eredivisie     | 7    | 0     |
| 1980/81 | SC Amersfoort | Nederland | Eerste divisie | –    | –     |
| Totaal  | Totaal        | Totaal    | Totaal         | –    | –     |